# Bỏ phiếu bằng chân
"Bỏ phiếu bằng chân" là lý luận rõ ràng đầu tiên về sự cần thiết phải phân quyền tài chính. Người xây dựng lý luận này là Charles M. Tiebout.

## Nội dung lý luận
Thông thường, người dân có thể lựa chọn chính quyền địa phương thông qua bỏ phiếu. Nhưng những người đang bất mãn với lợi ích từ hàng hóa công cộng cũng như nghĩa vụ tài chính mà họ phải chịu nếu thuộc phe thiểu số thì không thể thông qua cách "bỏ phiếu bằng tay" đó mà cải thiện được tình hình. Tuy nhiên, Tiebout cho rằng vì người dân có thể di chuyển tự do giữa các địa phương (Tiebout gọi là spatial mobility), nên các chính quyền địa phương sẽ cạnh tranh với nhau trong việc cung ứng hàng hóa công cộng địa phương để cho mật độ dân số của địa phương mình ở mức thích hợp, do đó có thể đạt được sự phân bổ tối ưu nguồn lực. Sau này các nhà kinh tế học công cộng gọi mô hình mà Tiebout đã đưa ra là mô hình "bỏ phiếu bằng chân" hay "mô hình Tiebout".

## Các giả thiết
Khi đưa ra lý luận này, Tiebout dựa trên bảy giả thiết sau:
1. Mọi người có thể tự do di chuyển giữa các địa phương;
2. Mọi người có đầy đủ thông tin về sự cung ứng hàng hóa công cộng của các chính quyền địa phương cũng như nghĩa vụ tài chính phải nộp để được hưởng hàng hóa công cộng ấy;
3. Lợi ích của hàng hóa công cộng ở địa phương này không lan sang địa phương khác (không có ảnh hưởng ngoại lai);
4. Số lượng địa phương để cho mọi người chọn lựa phải không hạn chế;
5. Thu nhập của mọi người là một khoản thu nhập ngoại sinh nào đó, không kể nó từ đâu ra;
6. Tương ứng với mỗi mô hình thu chi tài chính địa phương sẽ có một quy mô dân số tối ưu;
7. Các địa phương có ít dân sẽ tìm cách thu hút dân về địa phương mình sống để giảm chi phí trung bình của việc cung cấp, và ngược lại, chính quyền ở các địa phương có quy mô dân số lớn quá sẽ tìm cách giảm bớt dân số ở địa phương mình.

Ngoài bảy giả thiết nói trên, trong lý luận của Tiebout còn có hai giả thiết ngầm khác. Đó là:
1. Mọi người muốn tiêu dùng các hàng hóa công cộng phải nộp một khoản thuế cố định;
2. Lý luận này không liên quan đến các yếu tố đất đai, nhà cửa, tư bản.

## Ý nghĩa
Tuy rằng, các giả thiết và lý luận của Tiebout rất ngặt nghèo và hoàn toàn mang tính chuẩn tắc, và bản thân Tiebout cũng lưu ý về việc nới lỏng các giả thiết của mình, song nó vẫn có giá trị ở chỗ chỉ ra rằng thông qua cạnh tranh, các chính quyền địa phương sẽ nỗ lực nhiều hơn để đáp ứng nhu cầu của dân chúng. Và do đó, họ sẽ cung ứng các hàng hóa công cộng địa phương hiệu quả hơn so với chính quyền trung ương. Đồng thời, các địa phương có quy mô dân số khác nhau thì có thể có thu và chi tài chính khác nhau để đảm bảo cho việc cung ứng các hàng hóa công cộng.